# Raperswilen
Raperswilen ist eine politische Gemeinde und eine Ortschaft im Kanton Thurgau in der Schweiz. Sie gehört zum Bezirk Kreuzlingen. Bis 2002 war Raperswilen eine Einheitsgemeinde.

## Geographie
Raperswilen liegt auf dem Seerücken nahe dem Untersee. Zur politischen Gemeinde gehören neben der Ortschaft Raperswilen die Weiler Müllberg, Fischbach, Büren und Helsighausen. In Helsighausen befindet sich eine gleichnamige Glimmersandgrube, ein künstliches Geotop von nationaler Bedeutung, da sie Aufschlüsse über die Geologie und Geschichte der Region gibt.
Raperswilen hat eine Fläche von 7,67 km². Davon werden 5,18 km², bzw. 67,5 % landwirtschaftlich genutzt, weitere 2,1 km² oder 27,4 % ist Waldfläche. Die restlichen 5,1 % sind überbaut.

## Geschichte

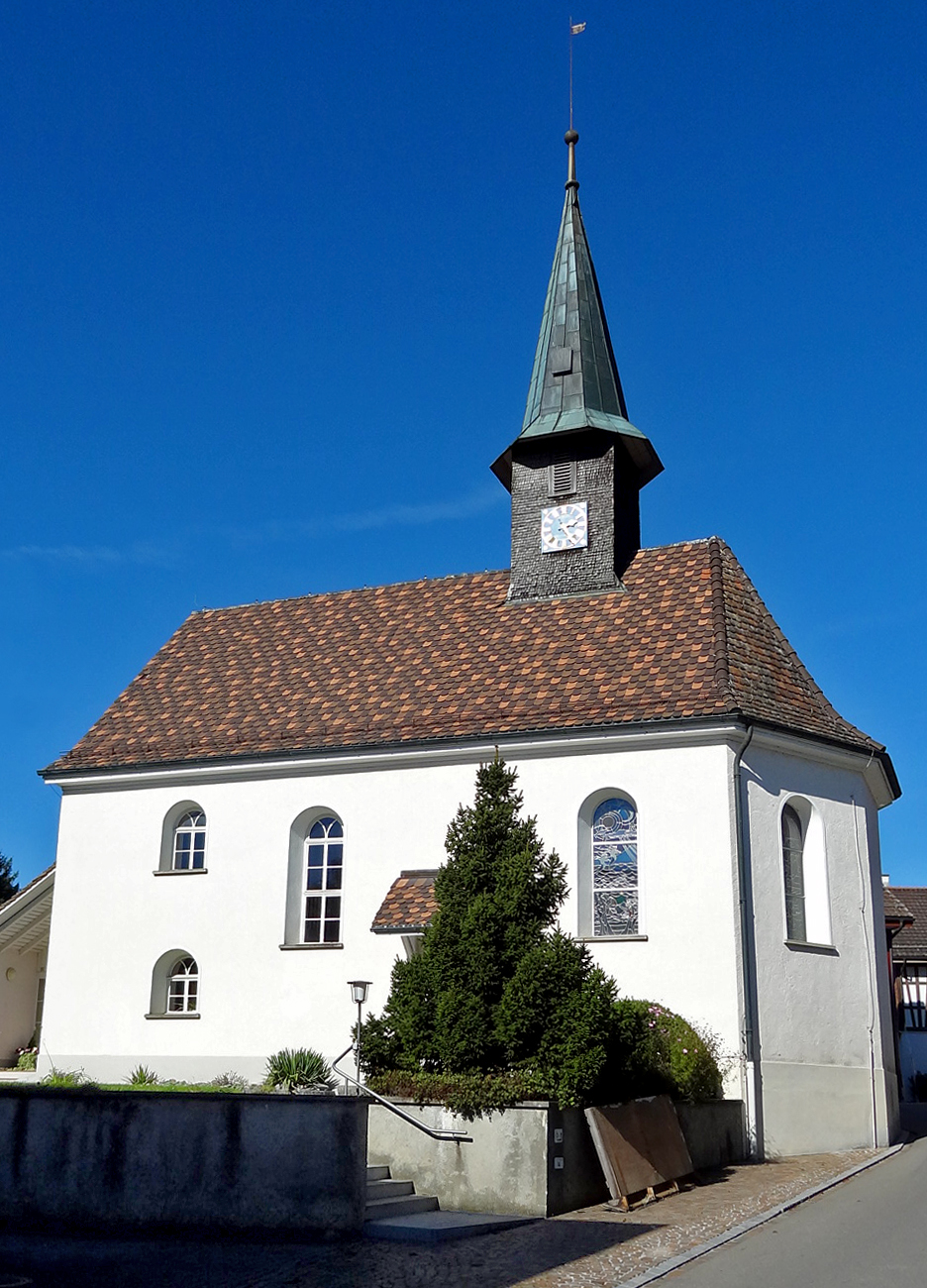
1766 wurde die kleine Kirche Raperswilen anstelle der alten Kapelle errichtet.

Im Gebiet der Gemeinde befinden sich die prähistorischen Wehranlagen Risi aus der Bronzezeit und Schanz, vermutlich aus der Eisenzeit. Die erste urkundliche Erwähnung von Raperswilen datiert aus dem Jahre 1213 als Ratbrechtswilare.
Büren und Müllberg gehörten zum Gericht Klingenberg, ein Teil von Fischbach, Helsighausen und Raperswilen zum Gericht Fruthwilen, vier Häuser in Fischbach zum Gericht Hattenhausen und weitere sechs Häuser unterstanden direkt dem eidgenössischen Landvogt im Thurgau. Die gemeinsame Offnung von Raperswilen und Helsighausen datiert von 1616. 1803 bis 2010 gehörte Raperswilen zum Bezirk Steckborn.
Um 1560 erhielten die Reformierten die zu Homburg gehörende, 1529 profanierte Kapelle Raperswilen, in der ab 1562 der Pfarrer von Wigoltingen, von 1661 bis 1798 abwechselnd mit dem Pfarrer von Lipperswil, predigte. Die 1766 neu erbaute Kirche Raperswilen gehört noch heute zu Wigoltingen.
Der englische Adlige George Treherne erbaute 1854 bis 1866 das Schloss Müllberg, in dem ab 1905 eine Luftkuranstalt untergebracht war und das 1914 niederbrannte. Die Gemeinde war von Obst- und Ackerbau, später von Vieh-, Milch- und Forstwirtschaft geprägt. Raperswilen besitzt holzverarbeitende Betriebe, etwas Autogewerbe und eine Glimmersandgrube. Gut die Hälfte der Erwerbstätigen arbeitete 2000 auswärts. Der erste Wirtschaftssektor stellte 2005 ca. 43 % der Arbeitsplätze in der Gemeinde.

## Wappen
Blasonierung: In Rot eine weisse Marke, die den Umriss einer Tanne darstellt.
Das Wappen zeigt ein Kerbschnitzzeichen, das sich in der Kirche Raperswilen auf den Kirchenbänken befindet. Die Farben stammen von der alten Gerichtsherrin, der Abtei Reichenau.

## Bevölkerung
| Hier fehlt eine Grafik, die leider im Moment aus technischen Gründen nicht angezeigt werden kann. Wir arbeiten daran! |

| Jahr      | 1850 | 1900 | 1950 | 2000 | 2010 | 2012 | 2014 | 2016 | 2018 |
| Einwohner | 446  | 430  | 402  | 426  | 396  | 406  | 411  | 391  | 414  |

Von den insgesamt 414 Einwohnern der Gemeinde Raperswilen im Jahr 2018 waren 43 bzw. 10,4 % ausländische Staatsbürger. 233 (56,3 %) waren evangelisch-reformiert und 66 (15,9 %) römisch-katholisch.

## Wirtschaft
Im Jahr 2016 bot Raperswilen 118 Personen Arbeit (umgerechnet auf Vollzeitstellen). Davon waren 40,0 % in der Land- und Forstwirtschaft, 33,1 % in Industrie, Gewerbe und Bau sowie 26,9 % im Dienstleistungssektor tätig.

## Bildung
Das Dorf gehört der Volksschulgemeinde Wigoltingen an. Im Dorf gibt es einen in die Basisstufe integrierten Kindergarten sowie die Primarschule, welche von Schülern aus der Gemeinde und den Wigoltinger Weilern Illhart und Lamperswil besucht wird.
Die Oberstufe befindet sich in Wigoltingen. Ausserdem gibt es weiterführende Bildungsangebote in Frauenfeld, Weinfelden, Kreuzlingen etc.

## Bilder

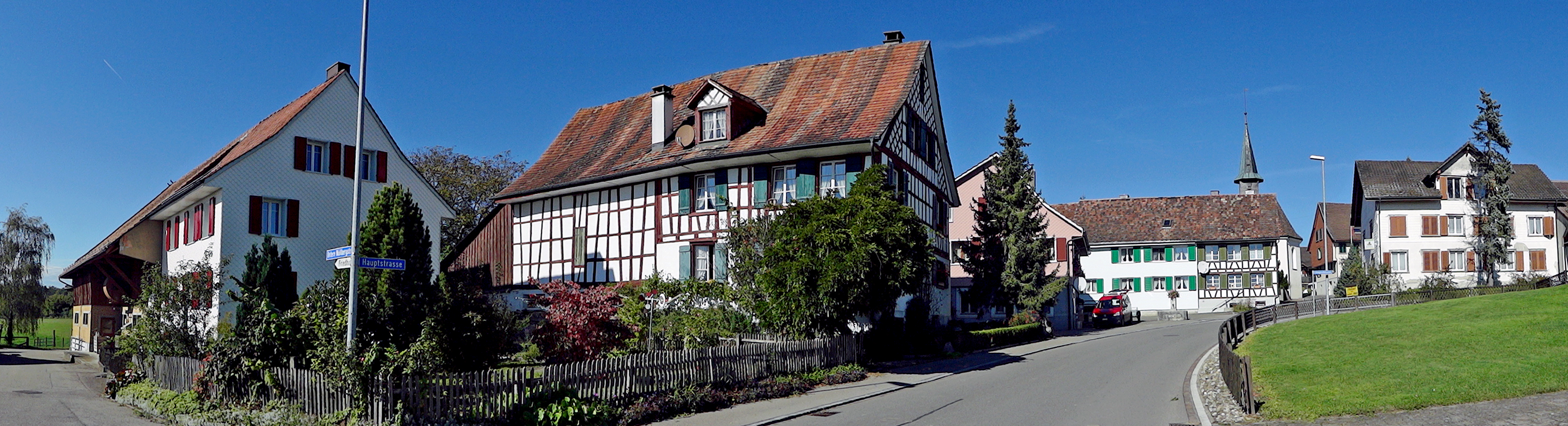
Raperswilen von Süden
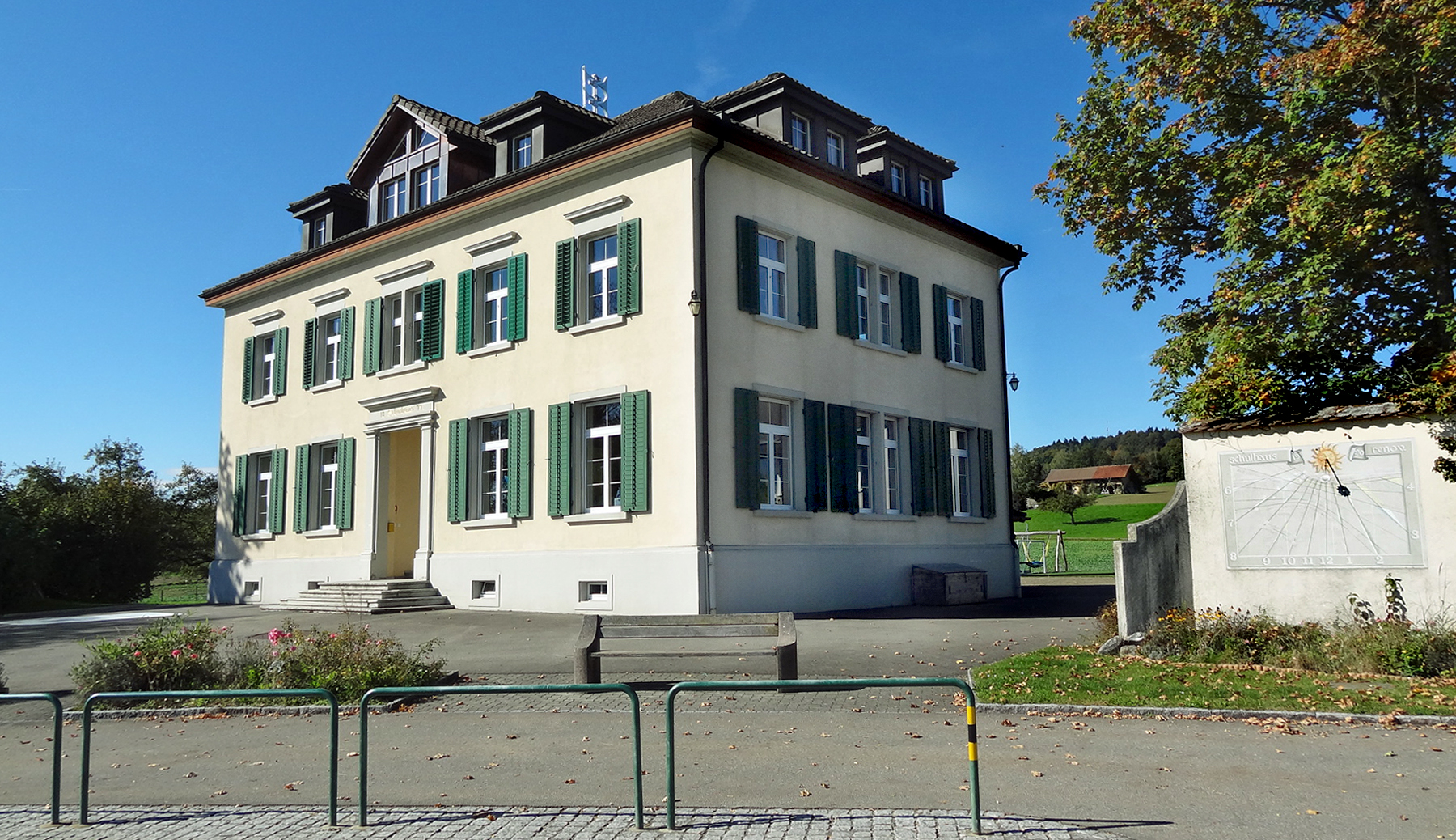
Schulhaus
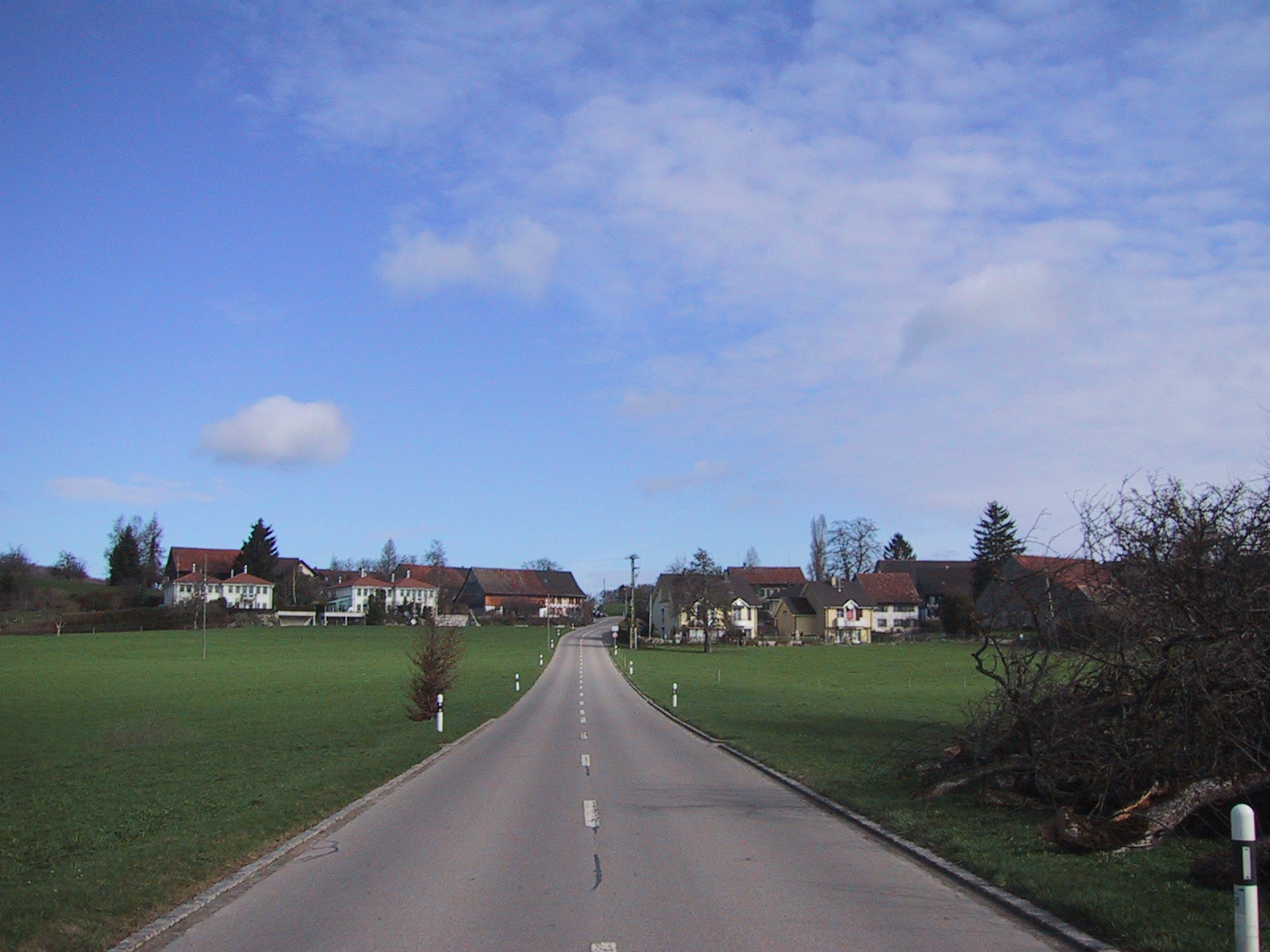
Helsighausen
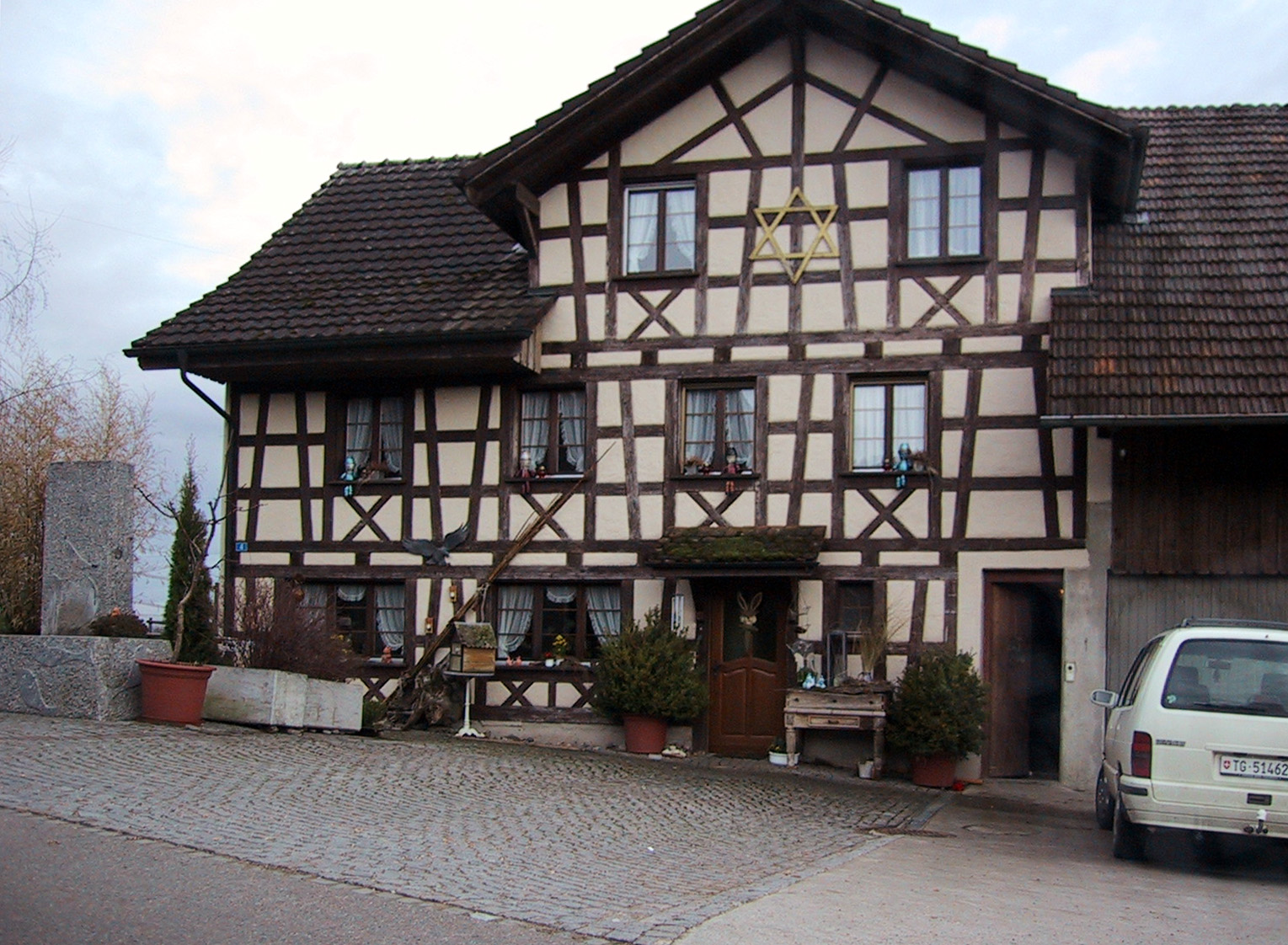
Riegelhaus im Weiler Fischbach